# Condado de Chisago
O Condado de Chisago é um dos 87 condados do estado americano do Minnesota. A sede do condado é Center City, e sua maior cidade é Center City.
O condado possui uma área de 1 146 km² (dos quais 64 km² estão cobertos por água), uma população de 41 101 habitantes, e uma densidade populacional de 38 hab/km² (segundo o censo nacional de 2000). O condado foi fundado em 1851.